# Klemen Golner
Klemen Golner, slovenski pianist, * Celje.
Golner je študiral klavir v razredu prof. Majde Martinc in Janeza Lovšeta na SGBŠ v Ljubljani, diplomiral pa je na Akademiji za glasbo v Ljubljani v razredu Acija Bertonclja. V času študija (1995) je prejel študentsko Prešernovo nagrado. Izpopolnjeval se je pri prof. Kecskesz Balaszu na Akademiji Franz Liszt v Budimpešti.
Kot solist sodeluje v številnih slovenskih komornih zasedbah, sicer pa je stalni sodelavec Simfoničnega orkestra RTV Slovenija.